# Bestujevka
Bestujevka (en rus: Бестужевка) és un poble de l'óblast d'Uliànovsk, a Rússia, que el 2010 tenia 168 habitants. Pertany al districte municipal de Kuzovàtovo.